# Довгий Брід
До́вгий Брід — загальнозоологічний заказник місцевого значення в Україні. Розташований у межах Романівської територіальної громади Житомирського району Житомирської області, на північ від смт Романів. 

## Опис

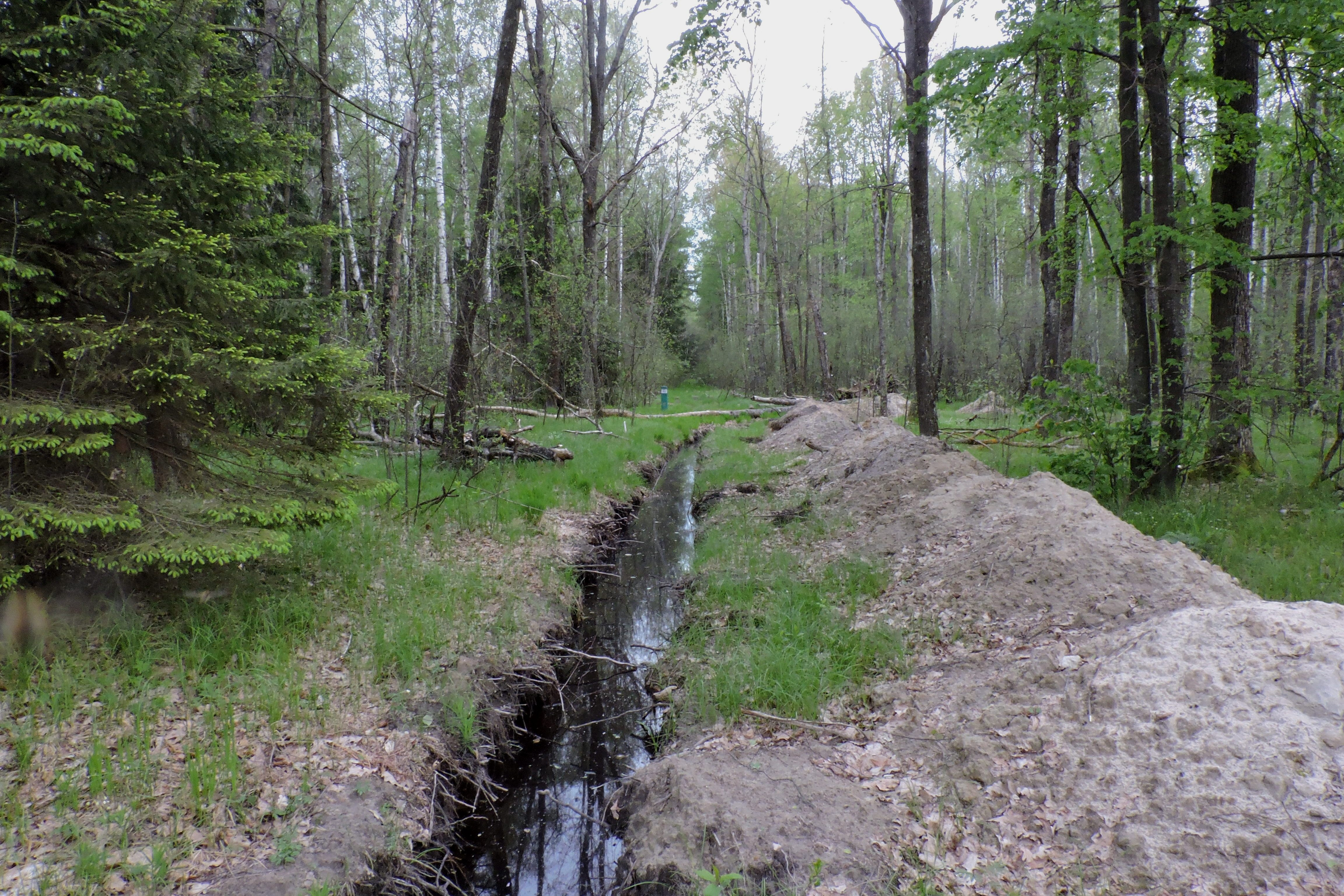
Порушення заповідного режиму — свіжовиритий канал (2017 р.)

Площа 663 га. Статус надано згідно з рішенням Житомирської облради від 03.03.1995 року. Перебуває у віданні ДП «Бердичівське ЛГ» (Романівське л-во, кв. 17, 18, 19, 20, 21, 22, 23, 24, 39, 40, 41, 42, 43). 
Статус присвоєно для охорони частини лісового масиву з багатою флорою та фауною. Зростають грабово-дубові насадження з домішкою берези, осики та ліщини. Нараховується понад 10 колоній бобрів. Є поселення ондатри, видри. Гніздується до 30 видів водоплавних та болотних птахів, у тому числі журавель сірий і лелека чорний.

## Проблеми охорони природи
В 2017 році на території заказника «Довгий Брід» виявлено свіжовириті канали поряд із болотами. Ймовірно, спроба осушення боліт.